# Estadio Olímpico de Guangdong
El Estadio Olímpico de Guangdong, también conocido como Estadio Principal Aoti, es un estadio multiusos situado en la ciudad de Cantón, China. Se usa principalmente para partidos de fútbol y fue construido en 2001. Tiene capacidad para 80 012 espectadores, con asientos de varios colores situados en distintas secciones, que están conectados mediante una cubierta con forma de cinta.

## Historia
La construcción del Estadio Olímpico de Guangdong comenzó en 1998. Abrió al público para los novenos Juegos Nacionales de la República Popular China de 2001. Se planeó originalmente para ayudar a organizar los Juegos Olímpicos de Pekín 2008, hasta que se decidió construir el Estadio Nacional en Pekín. El diseño del Estadio Olímpico de Guangdong se anunció en 1999. Tomando el apodo de Cantón, la Ciudad de las Flores, la firma arquitectónica estadounidense de Ellerbe Becket diseñó la cubierta del estadio para que se pareciera a las capas de pétalos de una flor. La firma arquitectónica lo indicó en una nota de prensa: "El estadio crece desde el terreno hasta un borde superior esculpido, como los pétalos de una flor. Por encima del estadio flota una cinta de techo que fluye como una onda sobre los asientos. Se parte en sus extremos y sostiene la llama olímpica, suspendida entre las dos cintas. Un hotel rodea una apertura circular del techo que forma una torre vertical de luz, que por la noche es visible desde una gran distancia."

## Eventos importantes
- El Guangzhou Evergrande recibió aquí al Manchester United, campeón de la Premier League, el 27 de julio de 2007.
- El Guangzhou Evergrande recibió al Chelsea F.C. el 23 de julio de 2008, en el primer viaje de la historia del Chelsea a China.
- El estadio albergó las pruebas de atletismo de los Juegos Asiáticos de 2010 y los Juegos Paralímpicos Asiáticos de 2010, así como las ceremonias de apertura y clausura de estos últimos. Las ceremonias de los Juegos Asiáticos se celebraron en la Isla Haixinsha del Distrito de Tianhe.